# آلن جیمز بال
آلن بال (انگلیسی: Alan Ball؛ ۱۲ مه ۱۹۴۵ - ۲۵ آوریل ۲۰۰۷) بازیکن فوتبال اهل انگلستان بود که سابقهٔ بازی در تیم ملی فوتبال انگلستان را در کارنامهٔ خود دارد. وی در تاریخ ۹ مه ۱۹۶۵ نخستین بازی ملی خود را در مقابل تیم ملی فوتبال یوگسلاوی انجام داد و با حضور در ۷۲ بازی ملی، در تاریخ ۲۴ مه ۱۹۷۵ واپسین بازی ملی‌اش را در برابر تیم ملی فوتبال اسکاتلند برگزار کرد.
این بازیکن توانسته در بازی‌های ملی، ۸ گل به ثمر برساند.